# Mariánský sloup (Chlumec nad Cidlinou)
Mariánský sloup se nalézá na Klicperově náměstí ve městě Chlumec nad Cidlinou v okrese Hradec Králové. Barokní sloup z roku 1710 tvoří charakteristickou dominantu Klicperova náměstí. Pískovcový sloup je chráněn jako kulturní památka ČR. Národní památkový ústav tento sloup uvádí v katalogu památek pod rejstříkovým číslem ÚSKP 32628/6-633.

## Historie
Mariánský sloup nechal postavit Václav Norbert Oktavián hrabě Kinský v roce 1710 na oslavu vítězství vojsk císaře Josefa I. a spojenců nad francouzskou armádou Ludvíka XIV. ve válce o španělské dědictví. Sloup je zřejmě dílem sochaře F. M. Katterbauera.
Sloup byl později osazen plastikami svatého Václava (roku 1807) a svatého Jana Nepomuckého (roku 1863), ty se ale v současnosti na sloupu již nenacházejí.

## Popis
Sousoší Mariánského sloupu sestává z pěti figur světců a světic obklopených balustrádou ohrazující celé sousoší. Čtyři sochy světců v životní velikosti stojí v nárožích na vlastních pilířích (svatý Josef, svatý Jáchym, svatý Simeon, svatá Anna). Na centrální sokl s texty nasedá sloup s patkou a hlavicí vysoký cca 12 m a zakončený sochou Panny Marie s Jezulátkem. 

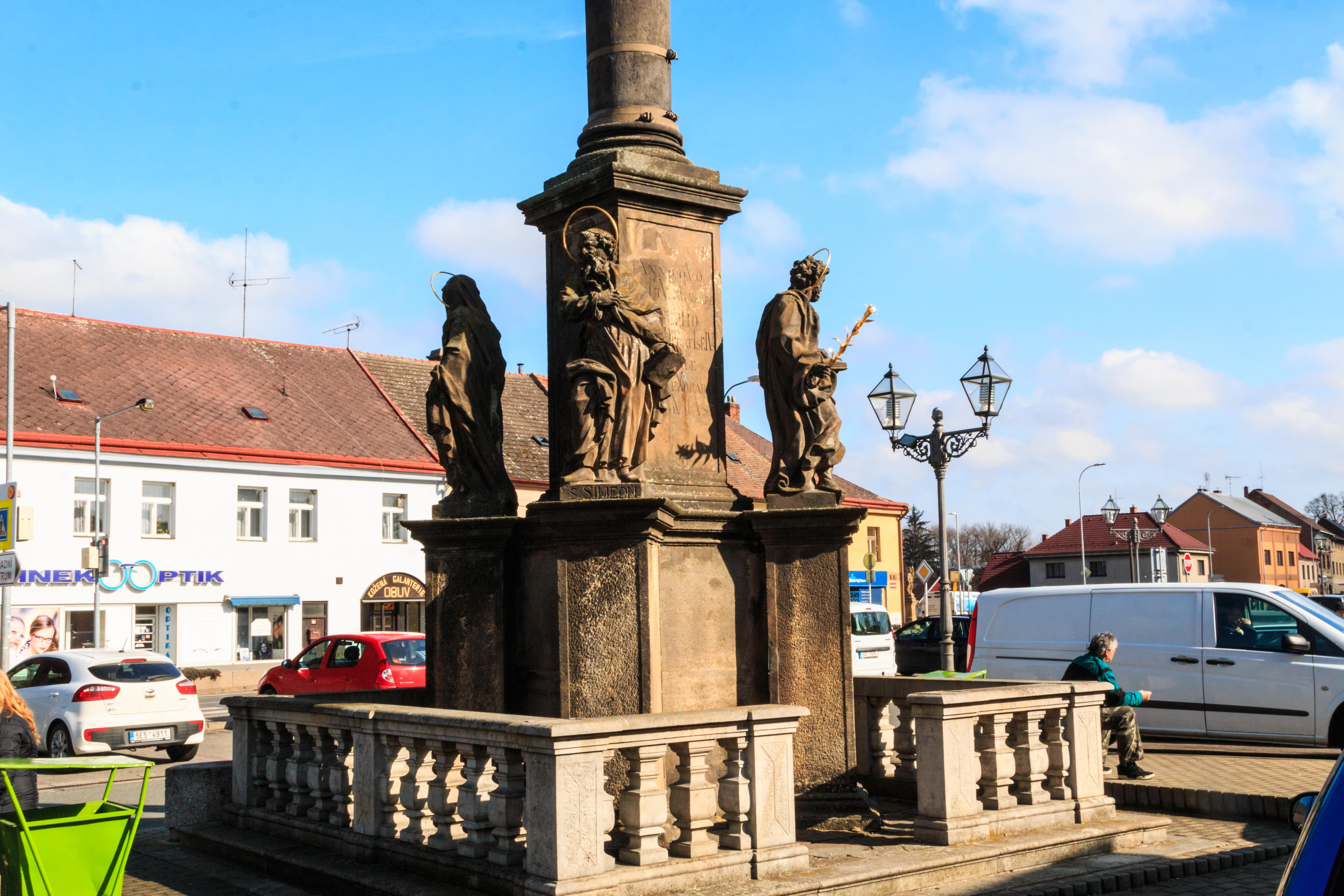
Celkový pohled na figury světců
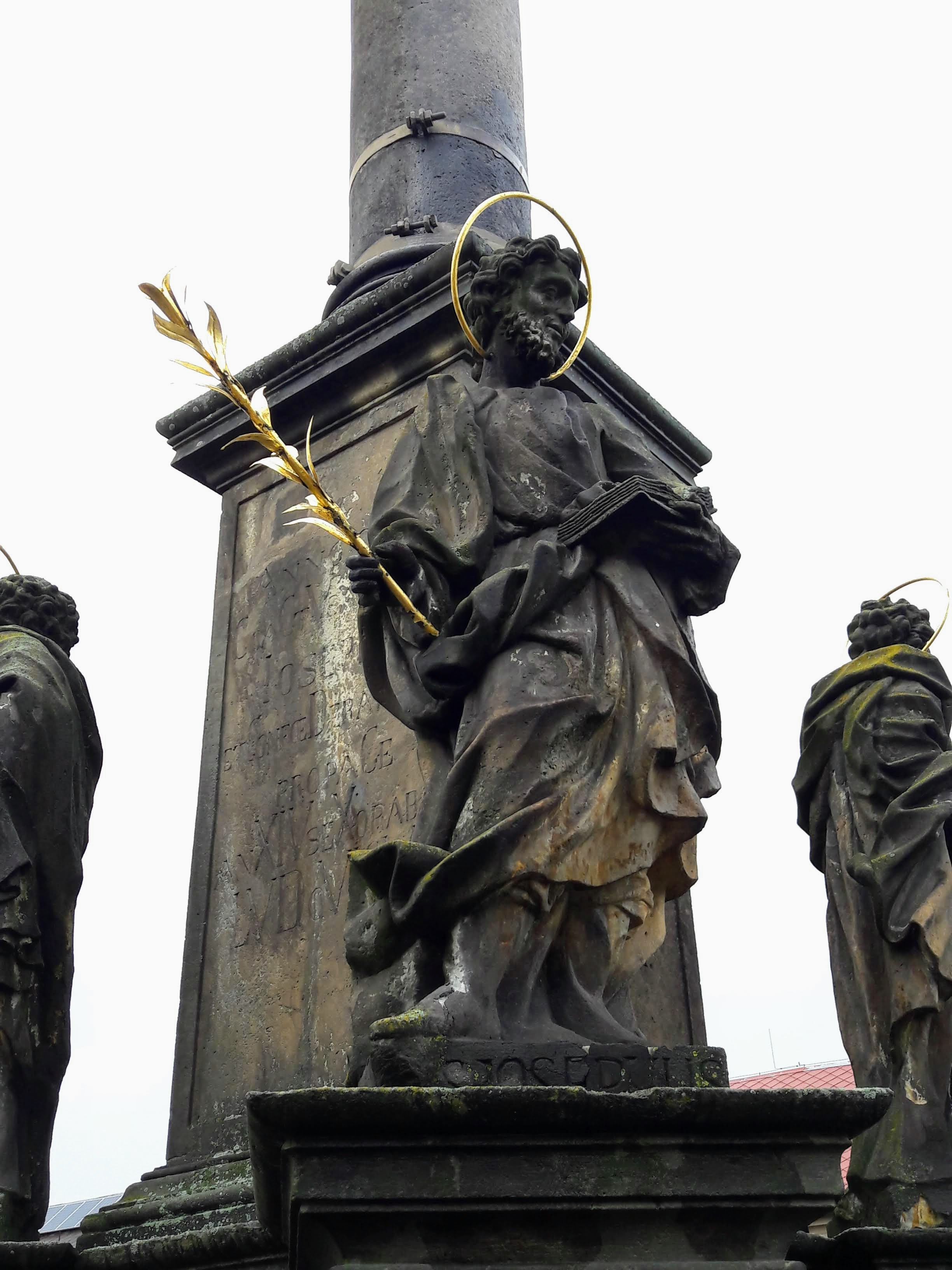
Socha svatého Josefa
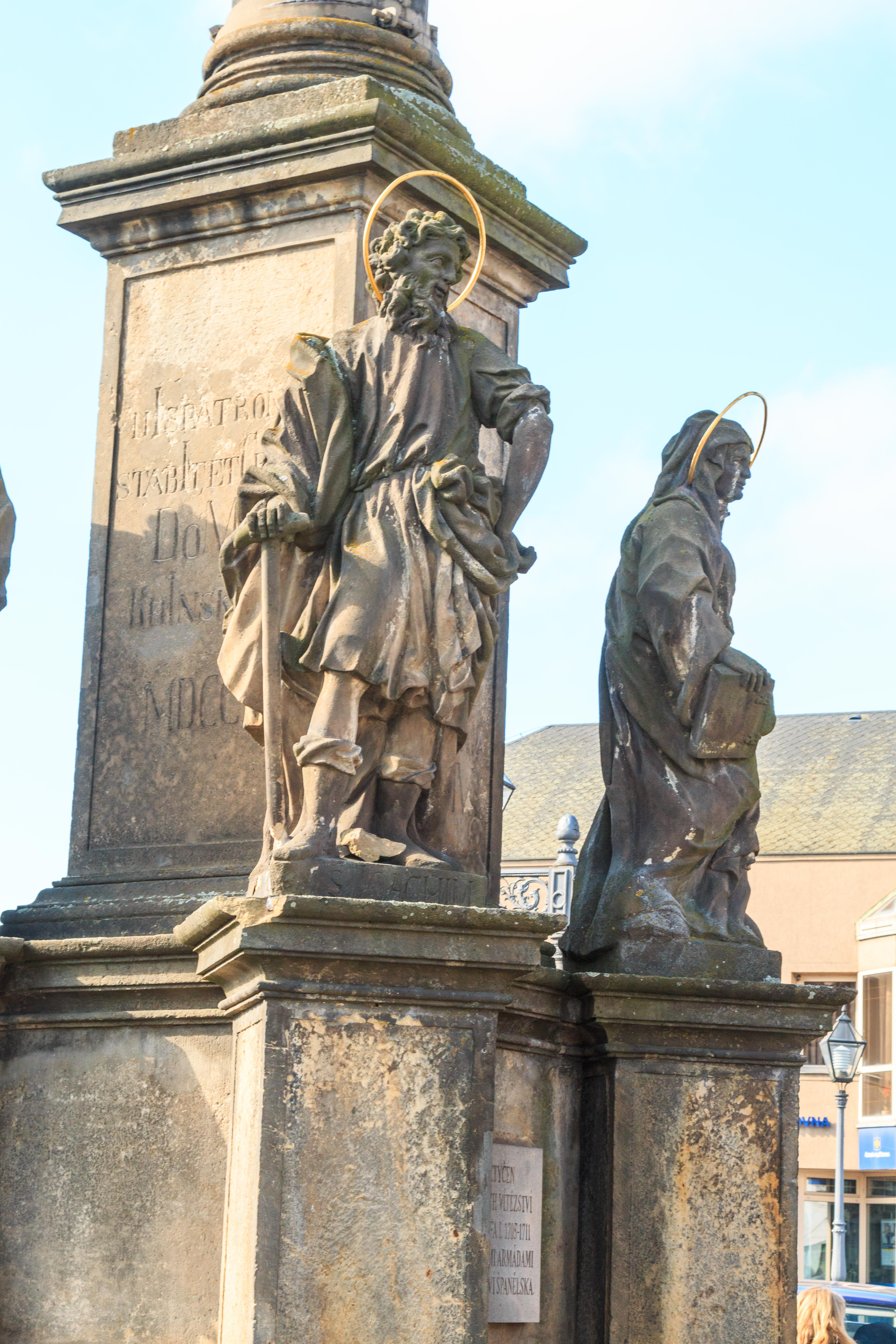
Socha svatého Jáchyma
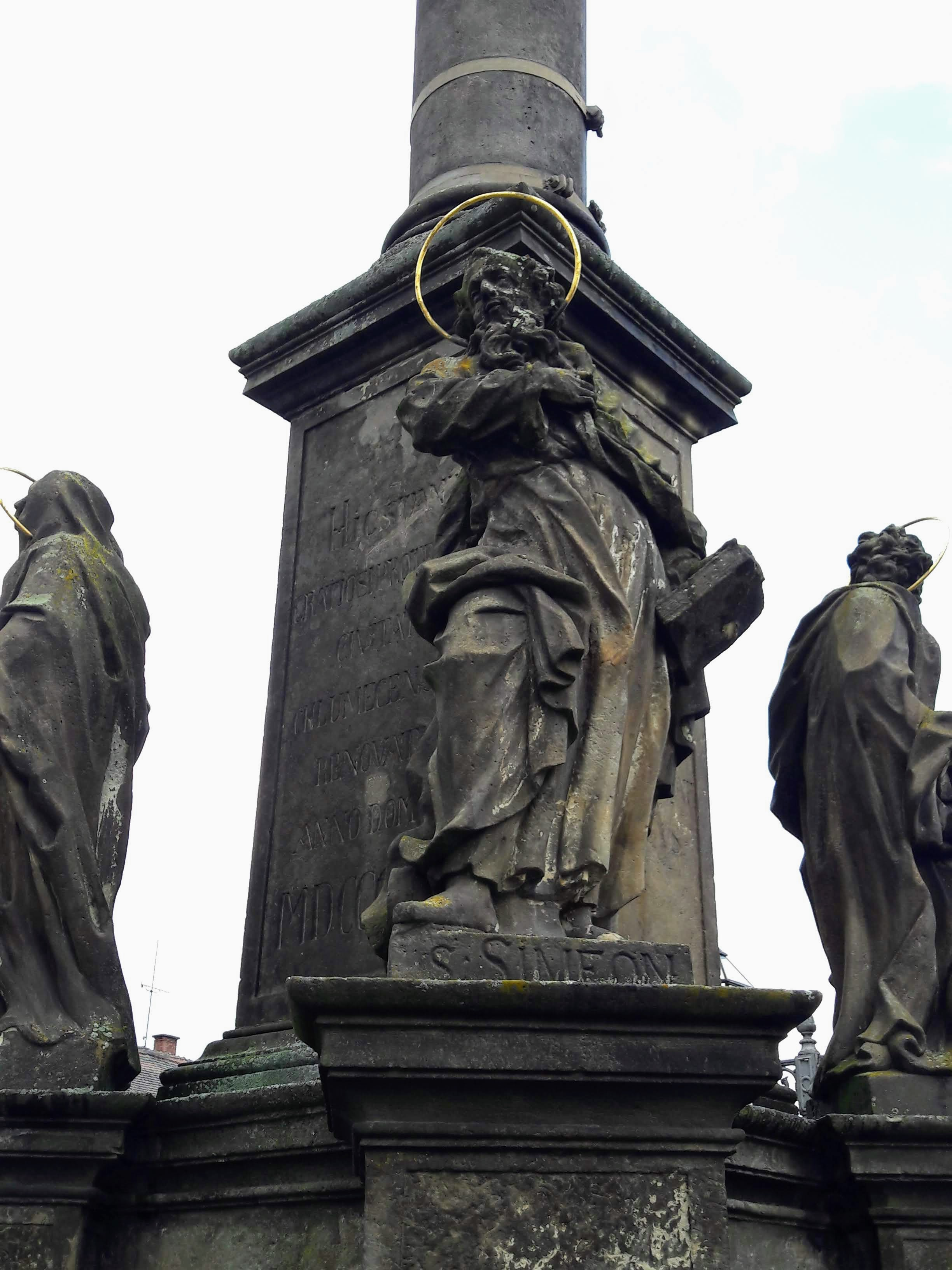
Socha svatého Simeona
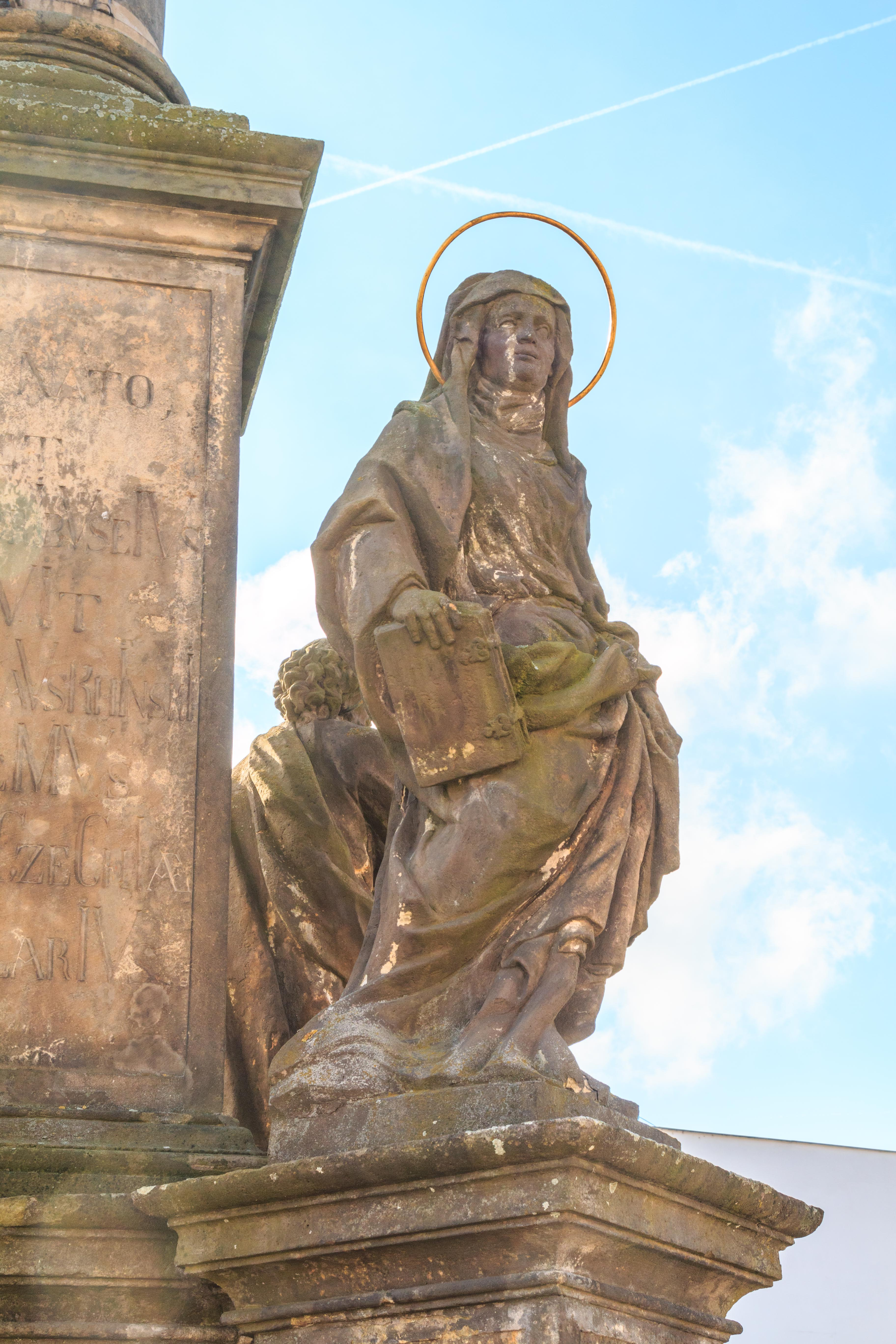
Socha svaté Anny

Na základové desce stojí dva kamenné stupně obklopené balustrádou se vstupy od severu a jihu a uprostřed stojí mohutný centrální sokl mariánského sloupu. V nárožích jsou nakoso postaveny profilované pilíře pro sochy světců.
Centrální sokl je sestaven ze dvou kusů na výšku. Na jeho nižší severní straně je osazena kamenná deska informující o vzniku sloupu v roce 1710. Na tuto část navazuje druhý stupeň soklu opět ve tvaru čtyřbokého kvádru, jehož všechny čtyři strany mají mělké vpadliny obdélného tvaru s nápisy.